# FKBP1B
FKBP1B (англ. FK506 binding protein 1B) – білок, який кодується однойменним геном, розташованим у людей на короткому плечі 2-ї хромосоми.  Довжина поліпептидного ланцюга білка становить 108 амінокислот, а молекулярна маса — 11 783.
| 10         |  | 20         |  | 30         |  | 40         |  | 50         |
| ---------- |  | ---------- |  | ---------- |  | ---------- |  | ---------- |
| MGVEIETISP |  | GDGRTFPKKG |  | QTCVVHYTGM |  | LQNGKKFDSS |  | RDRNKPFKFR |
| IGKQEVIKGF |  | EEGAAQMSLG |  | QRAKLTCTPD |  | VAYGATGHPG |  | VIPPNATLIF |
| DVELLNLE   |  |            |  |            |  |            |  |            |

A: Аланін

C: Цистеїн

D: Аспарагінова кислота

E: Глутамінова кислота

F: Фенілаланін

G: Гліцин

H: Гістидин

I: Ізолейцин

K: Лізин

L: Лейцин

M: Метіонін

N: Аспарагін

P: Пролін

Q: Глутамін

R: Аргінін

S: Серин

T: Треонін

V: Валін

Кодований геном білок за функціями належить до ізомераз, ротамаз. 
Задіяний у такому біологічному процесі як альтернативний сплайсинг. 
Локалізований у цитоплазмі, саркоплазматичному ретикулумі.